# Canton de Herceg-Bosna
Le Canton de Herceg-Bosna, parfois appelé Canton 10, est un canton de la fédération de Bosnie-et-Herzégovine dont la capitale et la plus grande ville est Livno. Le canton est situé à l'ouest de la Fédération. Il correspond approximativement à la région historique de Tropolje.

## Histoire

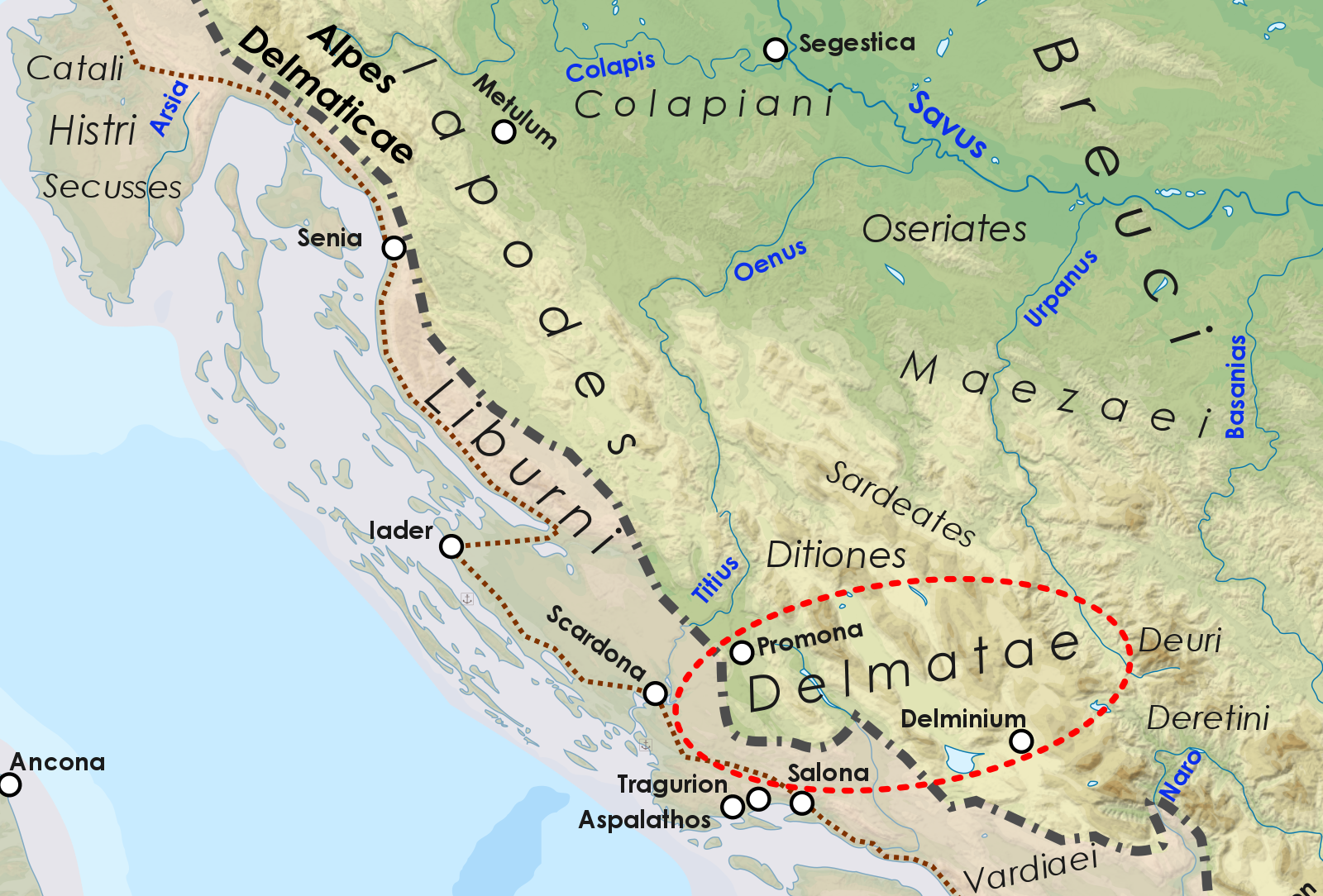
Les Dalmates ont longtemps résisté à la conquête romaine.

Occupée à l'origine par les Dalmates, la région du canton de Herceg-Bosna est annexée en 15 après J.-C. par l'Empire romain et forme une partie de la province romaine de Dalmatie. Après l'introduction du christianisme, Delminium (Tomislavgrad) est le siège de l'évêché.

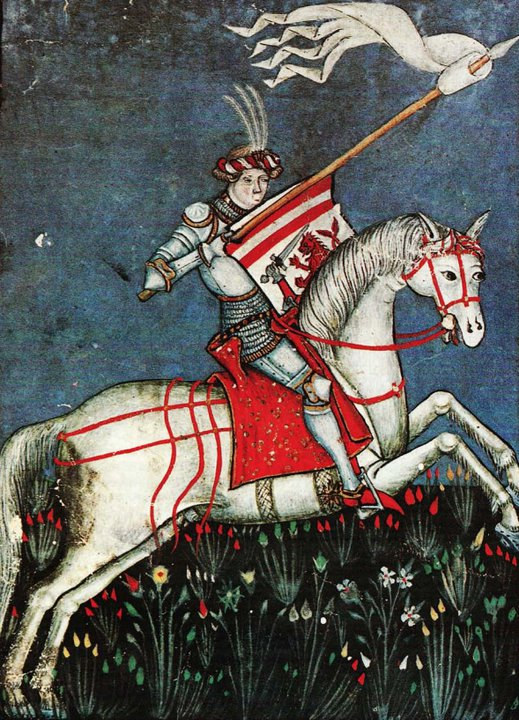
Hrvoje Vukčić Hrvatinić était le plus important seigneur médiéval de cette région.

Ces années voient aussi la création de la ville de Livno. En 892, première apparition écrite du nom de Livno qui fut le siège d'un des comitats de royaume des Croates. La région est rattachée au IXe siècle au royaume des Croates puis plus tard, au XIVe siècle au royaume de Bosnie. Après la mort de Tvrtko Ier en 1391, le pouvoir du Royaume de Bosnie décline progressivement et la région et reprise par le royaume de Croatie, l'état distinct du royaume de Hongrie et associé à ce dernier par une union personnelle à travers le roi.
Au XVIe siècle la région est entièrement intégrée pour quatre siècles au sein de l'Empire ottoman. Sous l'Empire ottoman, les paysans restés catholiques ou orthodoxes sont hostiles aux fonctionnaires turcs et aux grands propriétaires islamisés.

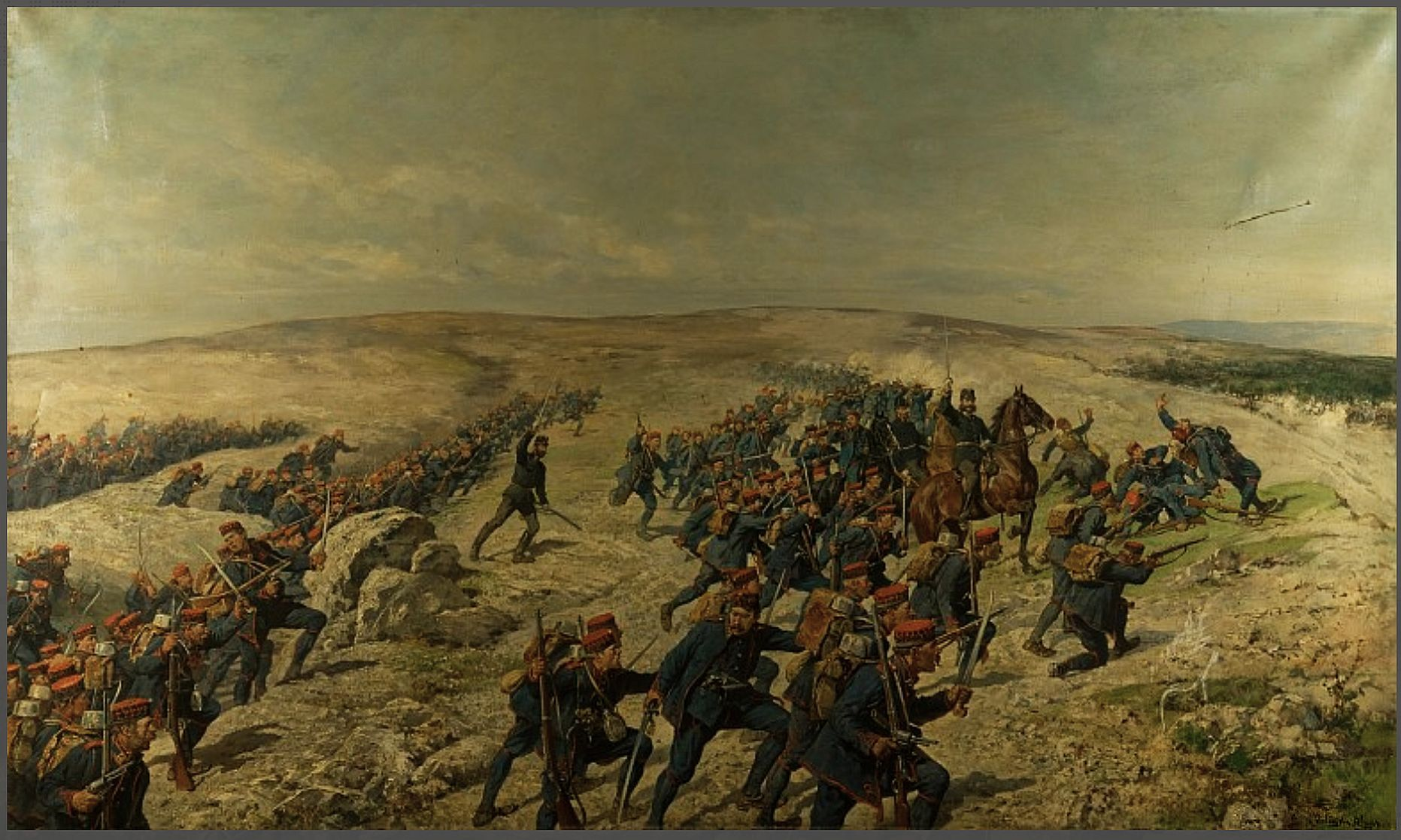
Assaut sur Livno, le 15 août 1878, par Julius von Blaas.

Au XIXe siècle, plusieurs soulèvements et rébellions contre les autorités musulmanes ont éclaté en Bosnie-Herzégovine. Souffrant sous l'oppression par les autorités et furieux après que les autorités musulmanes avaient tué le chef spirituel catholique de cette région, Lovro Karaula, prêtre  franciscain, les catholiques de Livno se sont soulevés contre la domination ottomane le 20 juillet 1875. Bientôt, les catholiques de toute la région se sont joints à ce soulèvement. Les dirigeants rebelles étaient deux prêtre franciscains, Stjepan Krešić et Bonaventura Šarić-Drženjak. Pour trois ans, le mouvement d'insurrection contrôlait les régions montagneuses de Glamoč, Livno, Kupres et Grahovo. À l'arrivée de l'armée autrichienne dans la région de Livno en 1878, les insurgés remirent leurs armes aux Autrichiens. Les troupes austro-hongroises rencontrèrent dans cette région une opposition, tant de la population musulmane que de la population orthodoxe, livrant batailles dans les environs de Livno. La region est libérée à la fin de l'été de 1878.
L'Autriche-Hongrie occupe militairement la région et la Bosnie-Herzégovine lors du congrès de Berlin de 1878. Cette période est marquée par d'importants changements dans la région qui s'industrialise et s'occidentalise. Sur le plan architectural, de nombreux bâtiments publics étaient construits et nombreux édifices religieux catholiques s'élèvent qui ont été interdits pendant l'ère ottomane.
La Constitution du canton de Herceg-Bosna a été adoptée par l'Assemblée cantonale le 19 décembre 1996.

## Géographie

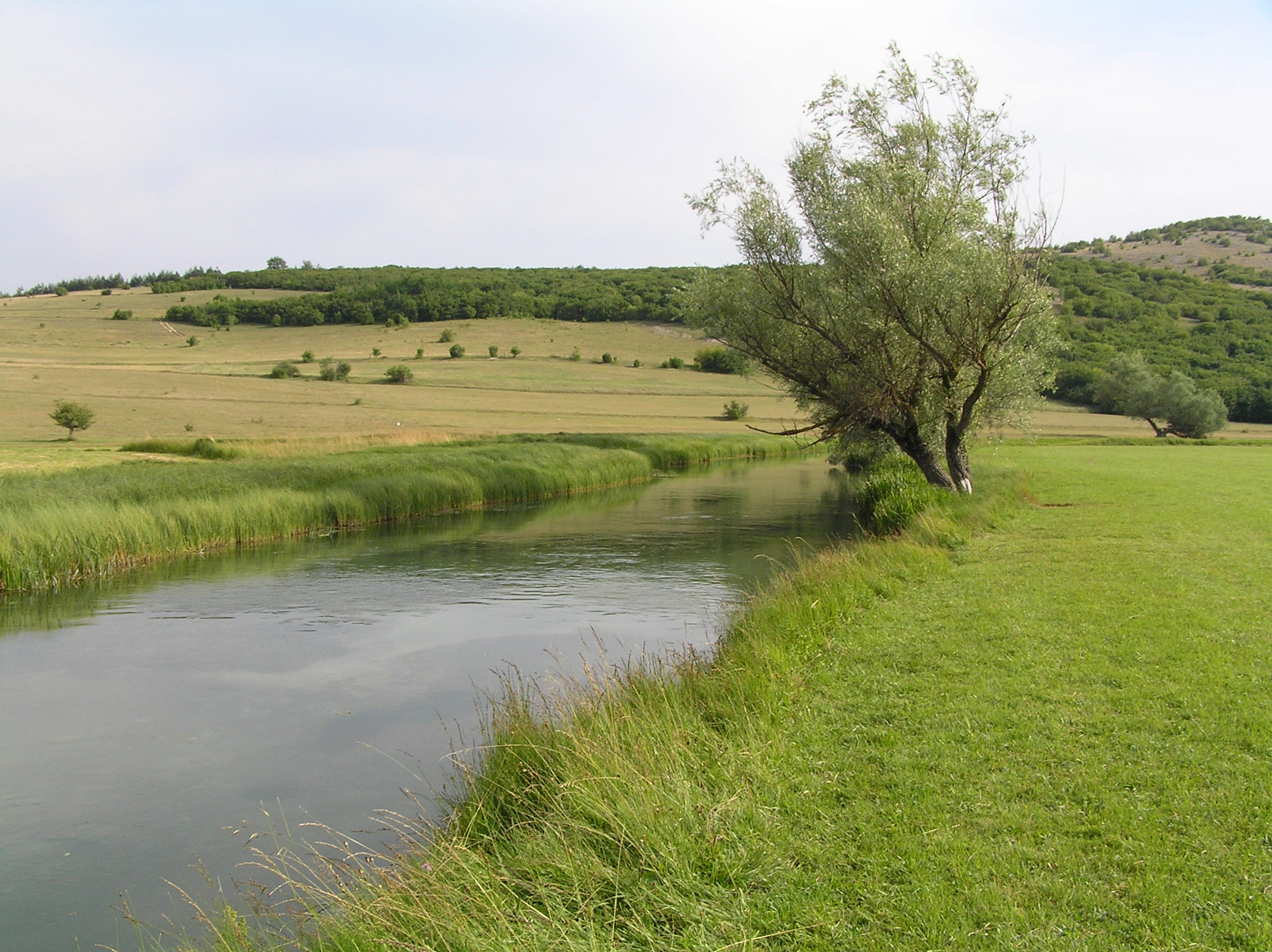
Sturba (près de Livno)

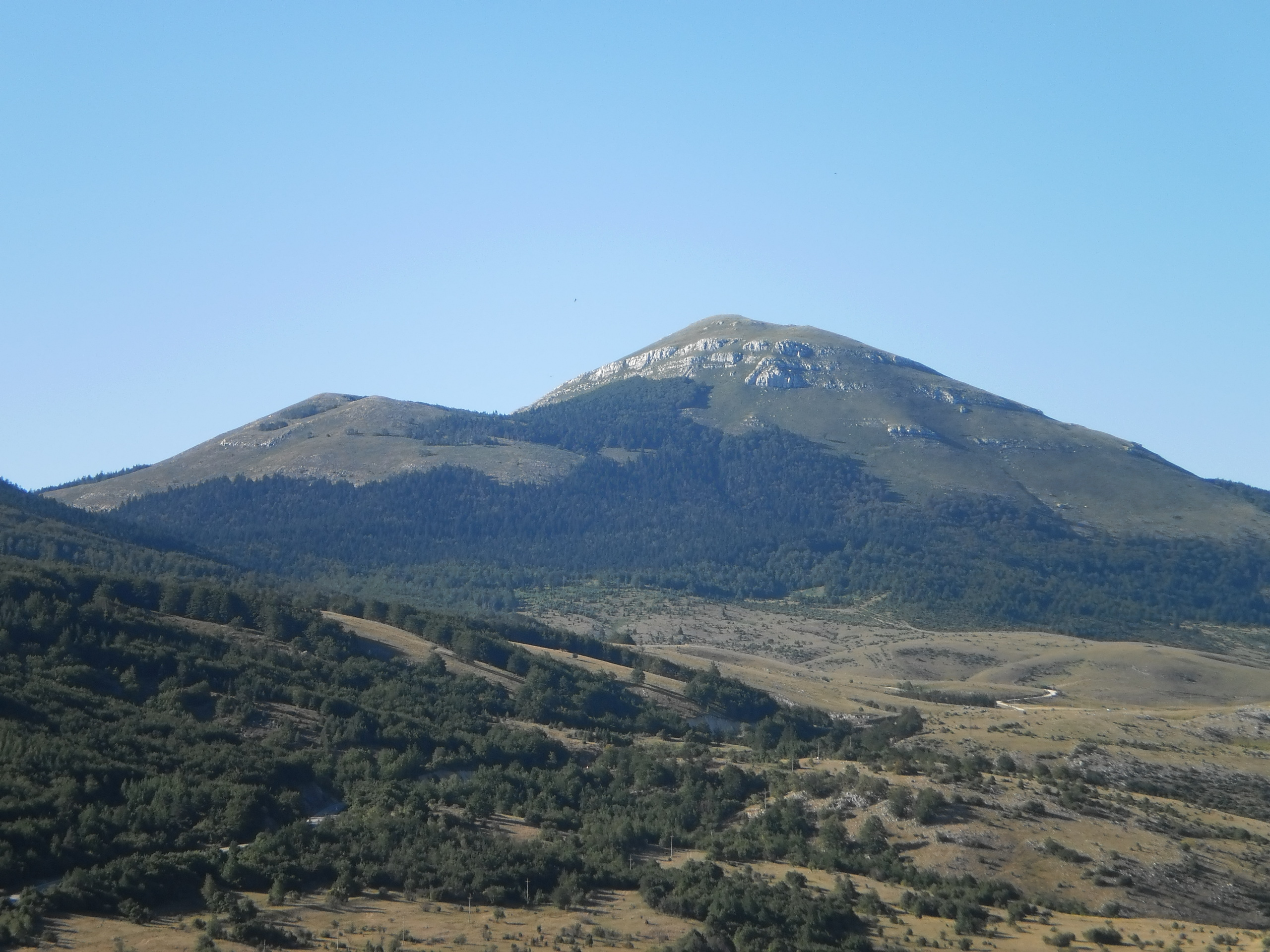
Vue des sommets Malovan (1826 m) et Mjesečev vrh (1655 m) au nord de Šuica

Le canton de Herceg-Bosna est situé l'ouest de la Fédération dans le massif des Alpes dinariques. À l'ouest, il partage ses frontières avec la Croatie. Au nord il est bordé par le Canton d'Una-Sana, à l'est par les cantons de Bosnie centrale et de d'Herzégovine-Neretva et au sud par le canton de Herzégovine de l'Ouest.
Le point culminant du canton est sur l'arête Sud-Est du Veliki Vran à 2 074 m.
La géomorphologie du Canton est de type karstique, ce qui rend difficile la présence d'un grand nombre de lacs et cours d'eau. Malgré cela, on compte un certain nombre de lacs et de rivières dans le canton. Lac de Buško est le plus grand lac entièrement sur territoire de la Bosnie-Herzégovine.
Les principales rivières du canton sont Bistrica, Žabljak et Sturba qui traversent le Poljé de Livno pour se déverser dans le lac de Buško et le Šuica qui traverse le Val-de-Šuica et Poljé de Duvno, pour se déverser finalement dans le lac de Buško.

### Climat

La carte des climats de Köppen-Geiger:
Csb
Cfa
Dsa
Dfb
Dfc

Le canton de Herceg-Bosna est soumis à un climat montagnard. La description du climat reste malgré tout complexe : ce canton est soumis à la fois à des influences continentales (froid l'hiver, chaud l'été) et méditerranéennes (vagues de chaleur et sécheresses en été), auxquelles s'ajoute la présence du relief qui introduit alors une différenciation spatiale à l'origine de nombreux climats locaux et de microclimats.

## Démographie
La répartition des âges dans la population en 2018 :
- Moins de 15 ans (15,8 %)
- Entre 15 et 64 ans (68,7 %)
- Plus de 64 ans (15,5 %)

Le canton de Herceg-Bosna compte 84 127 habitants en 2013, soit 2,38 % de la population totale de Bosnie-Herzégovine ; parmi eux, 64 604 (76,79 %) sont croates. Avec 17 habitants par km2, il est le canton dont la densité de population est la plus faible.
76 % de la population revendique l'appartenance au catholicisme, 12 % au christianisme orthodoxe, 10 % à l'islam.
Le croate est la langue majoritaire, parlée par 77 % de la population, principalement dans le sud du canton. Le serbe est parlé par 12,7 % de la population, surtout au nord. Le bosnien totalise 9,7 % des locuteurs.
Le croate, le serbe et le bosnien sont les trois langues officielles du canton.

## Éducation

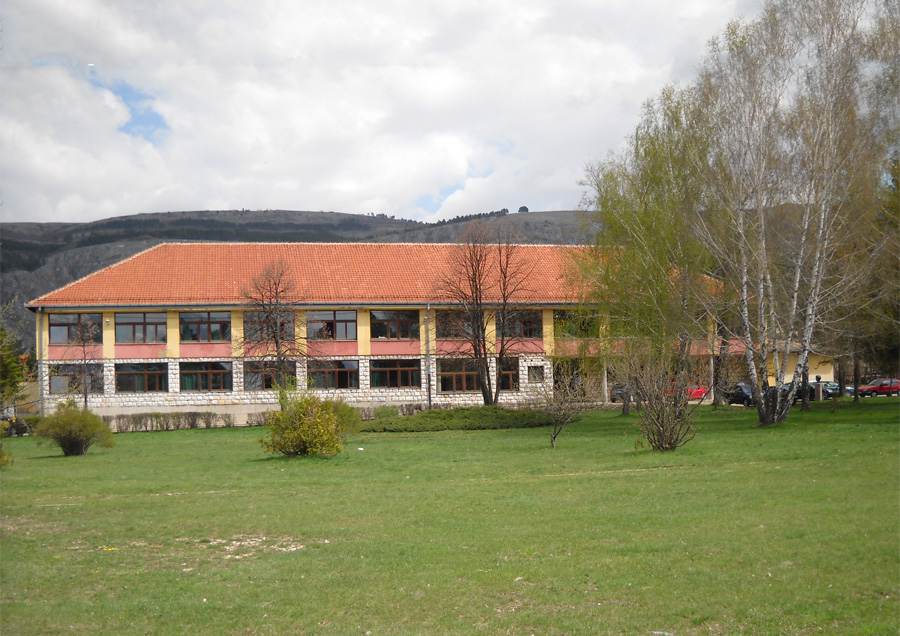
Ecole primaire "Ivan Goran Kovačić" de Livno

En canton, le système éducatif comprend neuf années d'école primaire dont la première année correspond à l'école enfantine et donne une instruction préscolaire et dont les objectifs essentiels sont la socialisation, la mise en place du langage, du nombre et du geste graphique. La fin d'école primaire marque la fin de la scolarité obligatoire. En 2017, dans le totalité de 50 écoles primaires, y compris les départements locaux, il y avait 4602 d'élèves.
Après avoir achevé l’école primaire, il est possible de poursuivre sa scolarité dans les établissements d’enseignement secondaire non obligatoire, qui se répartissent en fonction de leurs plans et programmes d’enseignement respectifs entre lycées généraux (gymnases), et lycées professionnels et lycées techniques (d’artisanat). En 2017, de 1957 inscrits dans les établissements d’enseignement secondaire, 962 (49 %) étaient dans les lycées techniques, 674 (34 %) dans les lycées généraux et 316 (16 %) dans les lycées professionnels.
En ce qui concerne les Hautes Écoles, il n'y a pas de Haute École Universitaire en canton de Herceg-Bosna.

## Santé
Plusieurs établissements, aussi bien publics que privés, couvrent les besoins de la population en soins hospitaliers. Situé au centre-ville de Livno, Hôpital cantonal « Fra Mihovil Sučić » est le site de référence du canton Herceg-Bosna pour les soins somatiques aigus (avec prise en charge spécialisée), il fournit ses prestations également dans les domaines des soins intensifs, des soins continus et des urgences.

## Économie

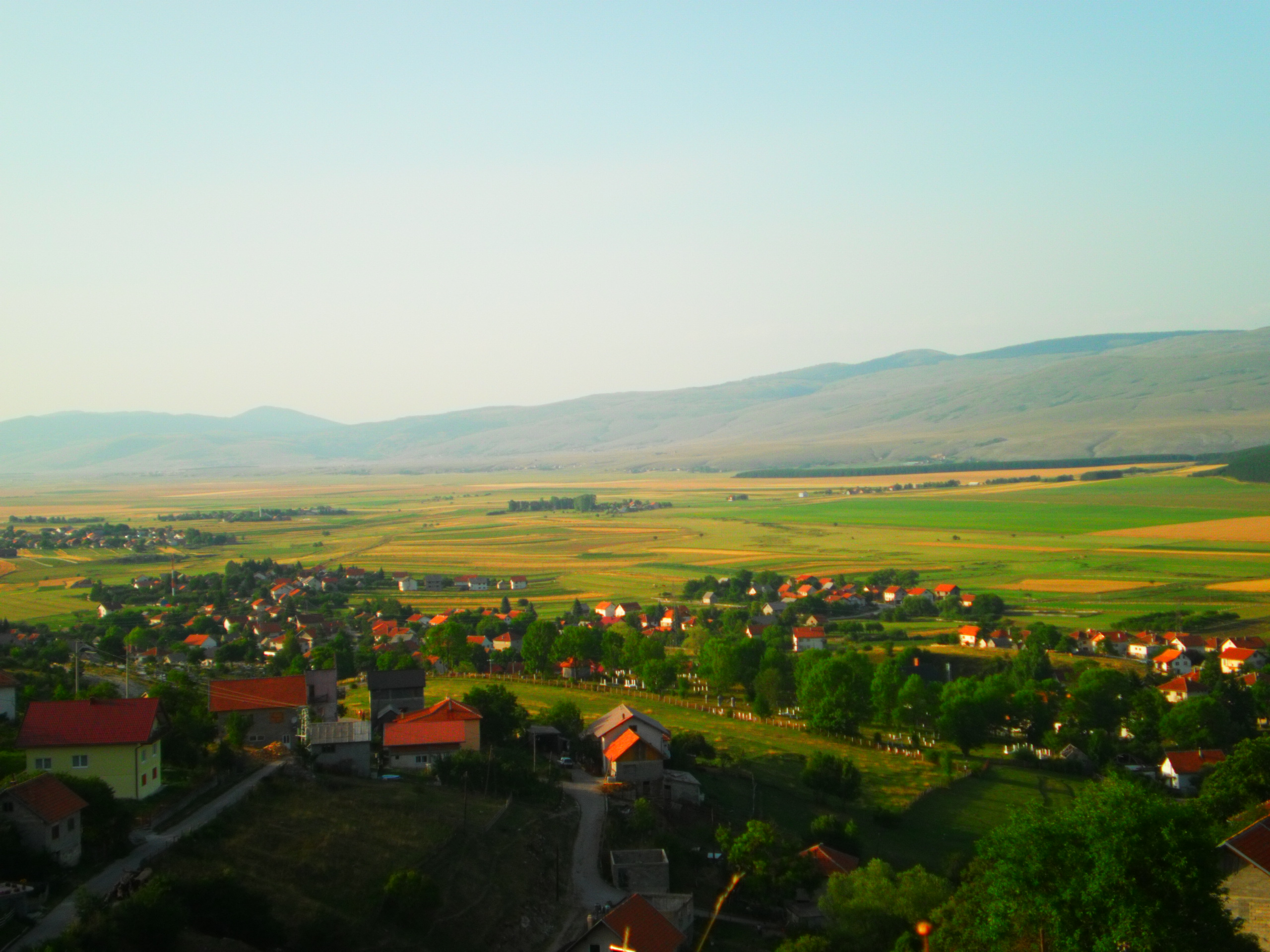
Une bonne partie du Poljé de Glamoč est couverte par la culture de pommes de terre

Le canton connaît un fort taux de chômage - autour de 48 %.
L'économie du canton est basée sur l'agriculture et sur l'industrie du bois. L'agriculture inclut les forêts et le pâturage de montagne en été, particulièrement celui des moutons et des brebis. 10827 d’hectares sont occupés par des céréales, 3868 par les cultures fourragères. La culture de pommes de terre représente en 2016 environ 871 ha. La production de fruits de table s'est élevée en 2016 à 609 de tonnes, dont la moitié de prunes.
La viticulture a été introduite très récemment.
La collecte laitière en 2016 compte 39 236 litres.
En 2016, les agriculteurs représentent 10,7 % et le secteur primaire au total représente 14,2 % de la population active occupée. 11,7 % de cette dernière a une activité liée à la transformation des matières premières.
35 % occupe le secteur tertiaire principalement non marchand (administration publique, enseignement, santé humaine, action sociale). 16 % de la population active occupée travaille dans le commerce.
En 2016, la rémunération mensuelle moyenne d'un salarié s'élevait à 432.86 euros.

## Municipalités

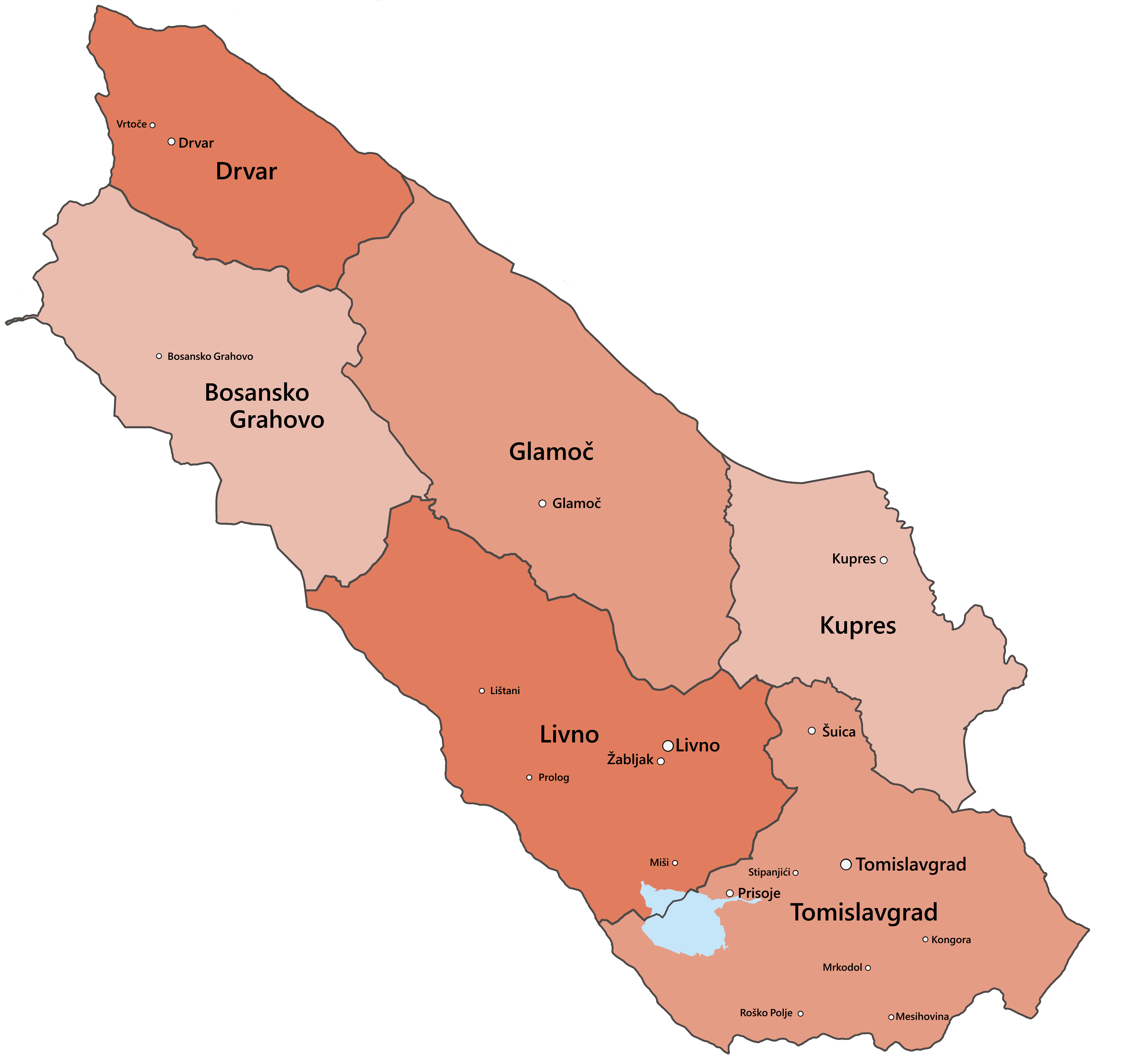
Municipalités du canton de Herceg-Bosna

Le canton de Herceg-Bosna est composé d'une cité : Livno et de cinq municipalités : Bosansko Grahovo, Drvar, Glamoč, Kupres, et Tomislavgrad.

## Politique
Le canton 10 est constitué comme l'entité fédérée de la fédération de Bosnie-et-Herzégovine dont les pouvoirs politiques de tous les niveaux doivent refléter la structure ethnique de la population.
Le pouvoir exécutif est exercé par le Gouvernement cantonal qui siège à Livno et par le premier ministre cantonal. Le pouvoir législatif est exercé par l'Assemblée cantonale, composé de 25 députés de tout le canton. Elle siège à Tomislavgrad. Ses pouvoirs sont fixés par la Constitution.
Les élections municipales et cantonales ont lieu tous les quatre ans.
|  | Partis                                       | Sigles   | Tendances politiques                         | %       | Sièges | +/- 2014 |
|  | -------------------------------------------- | -------- | -------------------------------------------- | ------- | ------ | -------- |
|  | Progrès national croate                      | HNP      | national-conservatisme/régionalisme          | 18,78 % | 5      | +5       |
|  | Union démocratique croate                    | HDZ      | démocratie chrétienne/national-conservatisme | 17,40 % | 5      | -3       |
|  | Union démocratique croate 1990               | HDZ 1990 | démocratie chrétienne/national-conservatisme | 16,75 % | 4      | 0        |
|  | Alliance des sociaux-démocrates indépendants | SNSD     | Nationalisme serbe/Séparatisme/Russophilie   | 11,8 %  | 2      | 0        |
|  | Parti d'action démocratique                  | SDA      | conservatisme/nationalisme bosniaque         | 6,45 %  | 2      | 0        |
|  | Parti social-démocrate                       | SDP      | social-démocratie/multiculturalisme          | 6,10 %  | 2      | +1       |
|  | Parti progressiste serbe                     | SNS      | nationalisme serbe/panslavisme               | 4,47 %  | 1      | 0        |
|  | Unité serbe                                  | SJ       | nationalisme serbe/régionalisme              | 3,99 %  | 1      | 0        |
|  | Parti républicain croate                     | HRS      | démocratie chrétienne/fédéralisme            | 3,50 %  | 1      | 0        |

## Culture locale et patrimoine

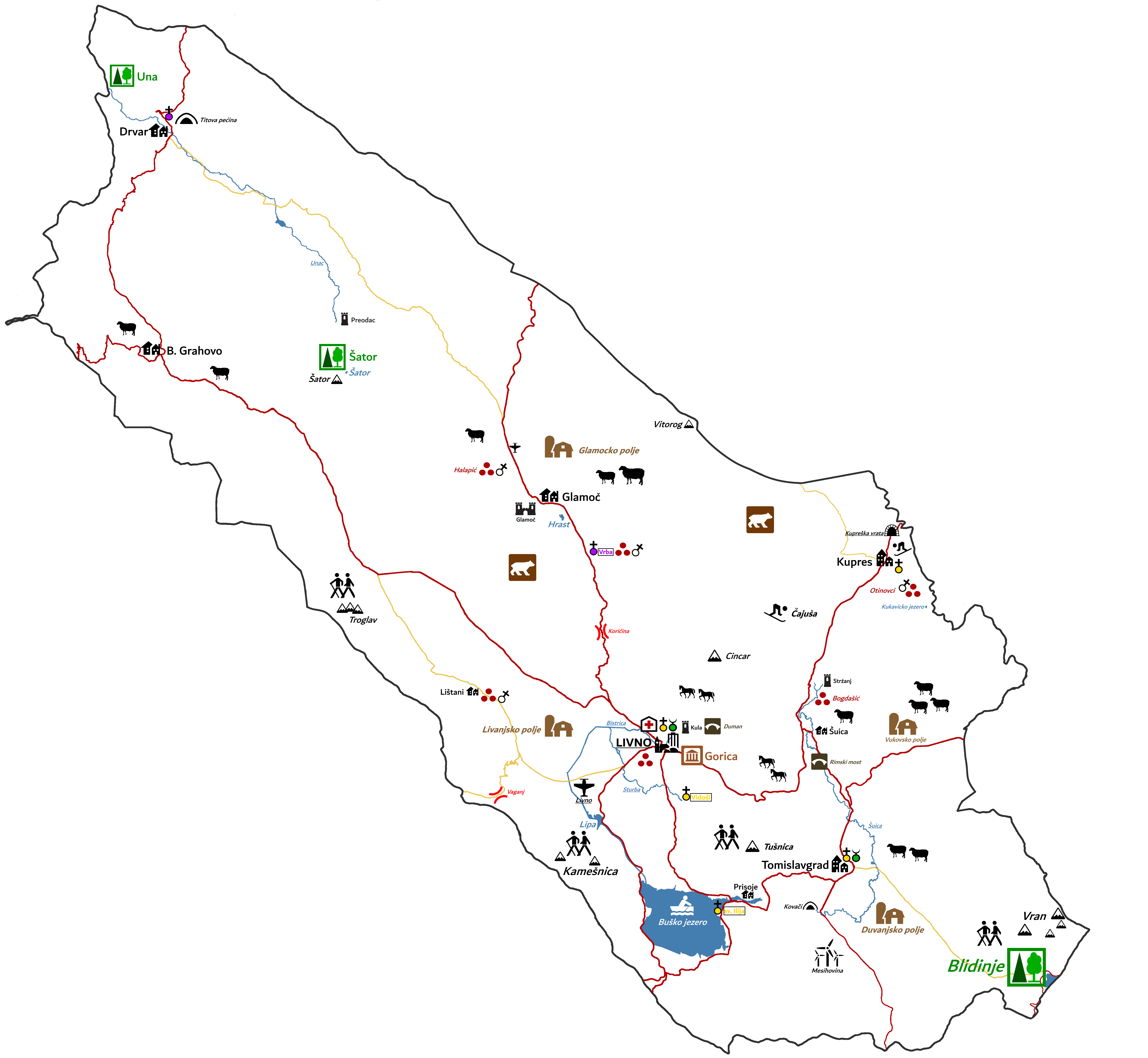
Carte touristique de canton 10

Le patrimoine et la culture locale témoignent une longue histoire et la proximité de trois aires culturelles importantes.

### Édifices religieux

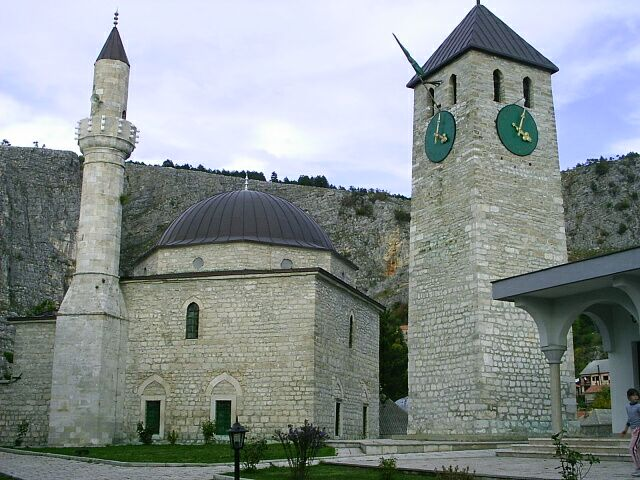
Mosquée de Hadži Ahmed Dukatar de Livno (1562)
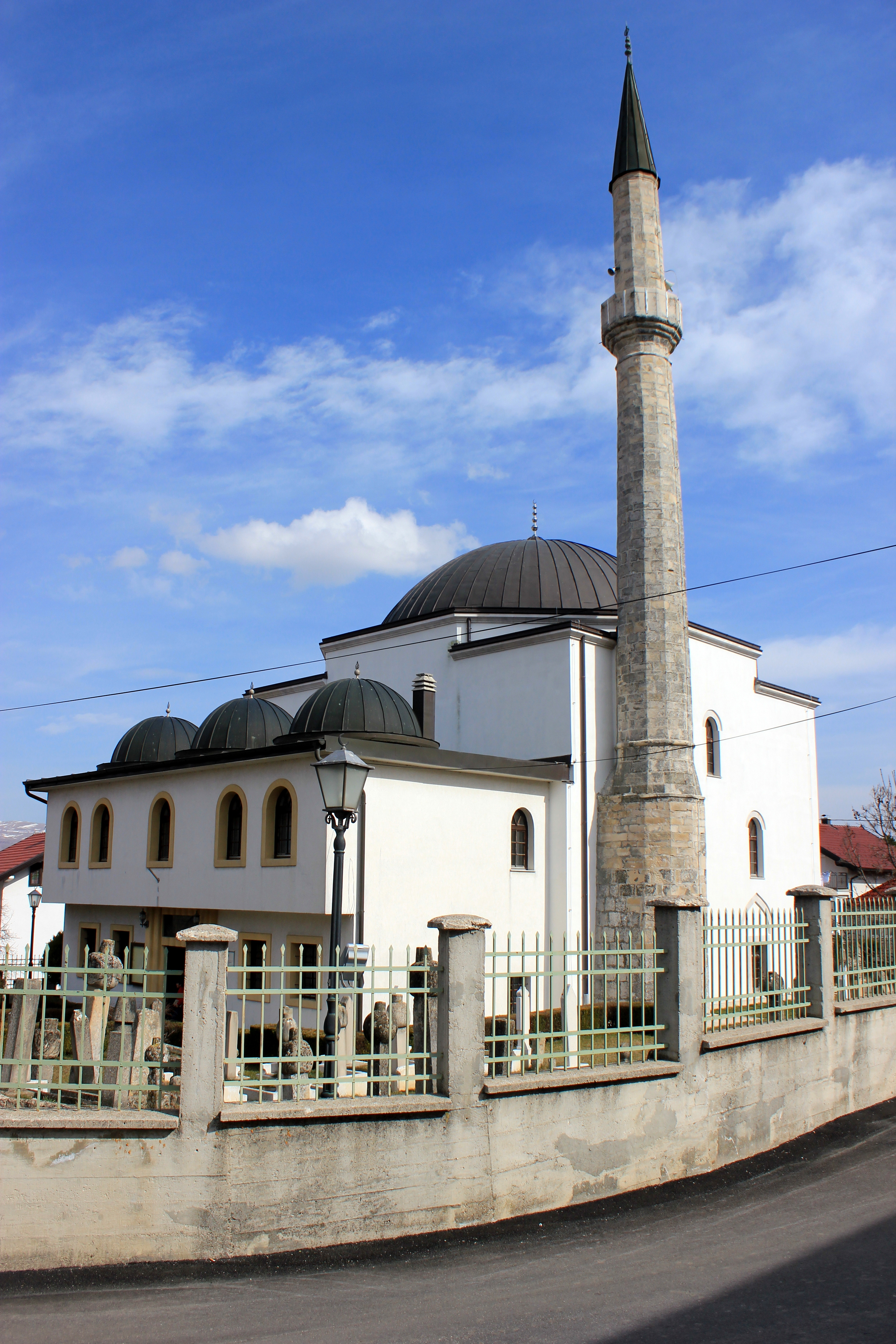
Mosquée de Džudža Džafer-bey Kopčić (avant 1615)
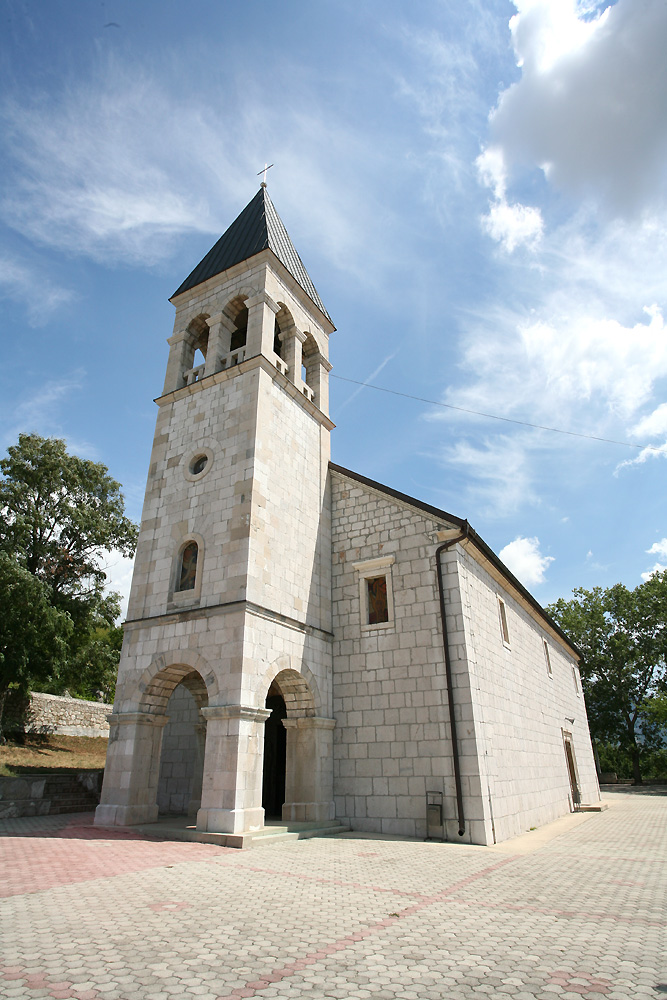
Église de l'Immaculée-Conception de Vidoši (1853)
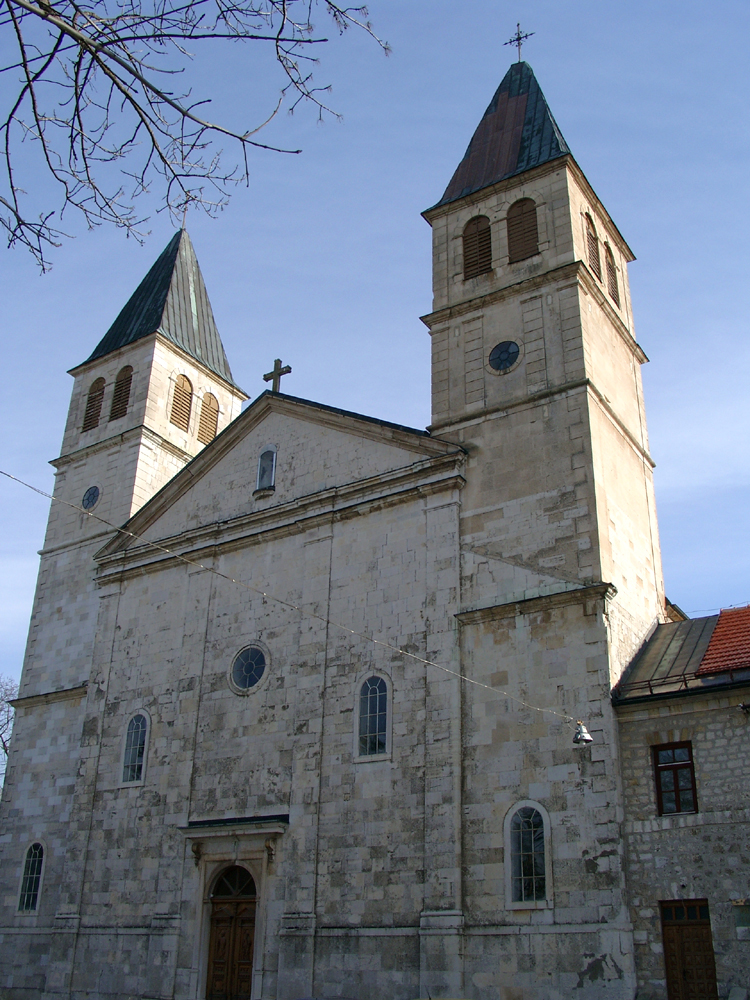
Église Saint-Pierre-et-Saint-Paul de Livno (1854)
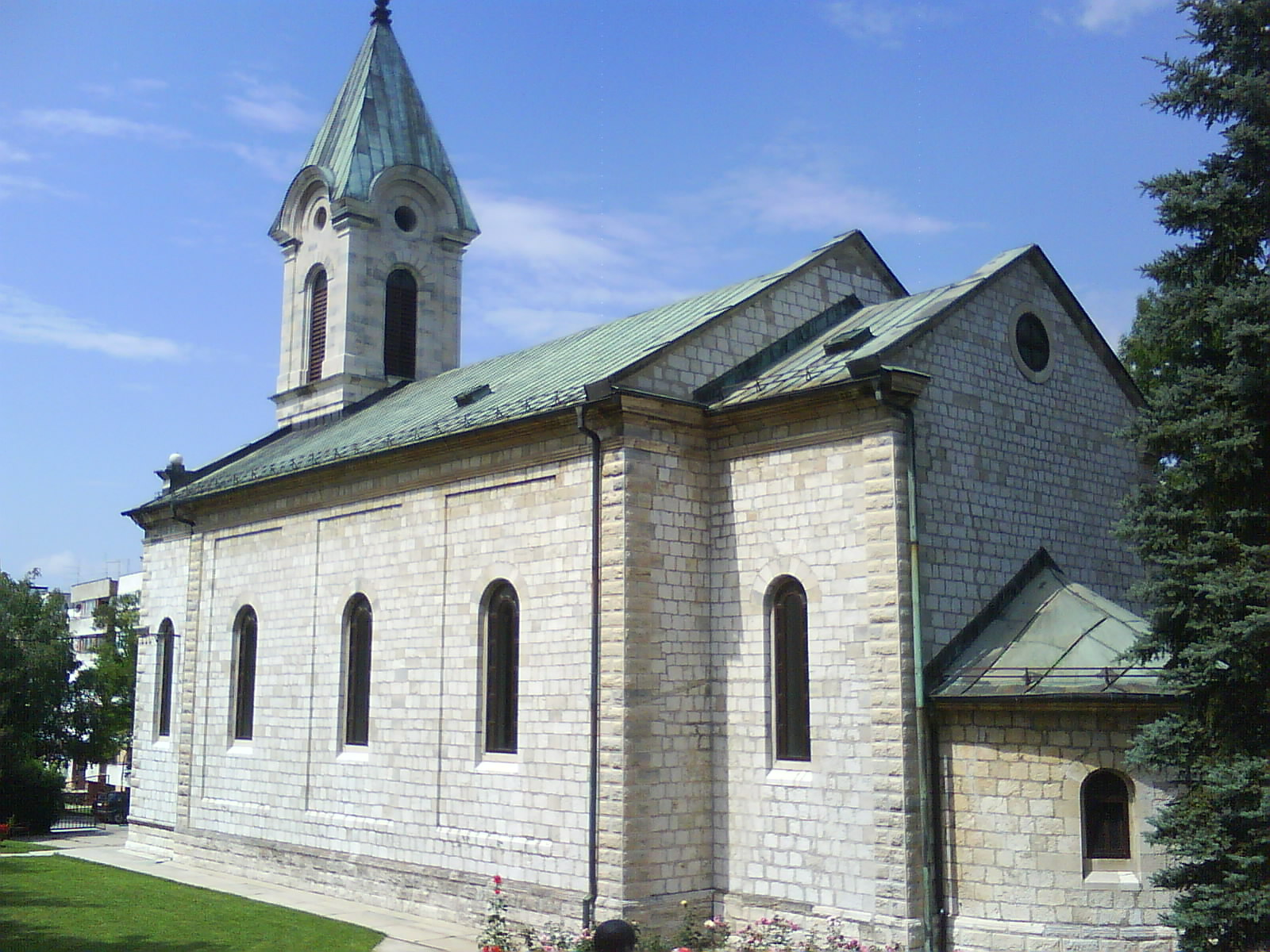
Église de Tous-les-Saints de Livno (1890)
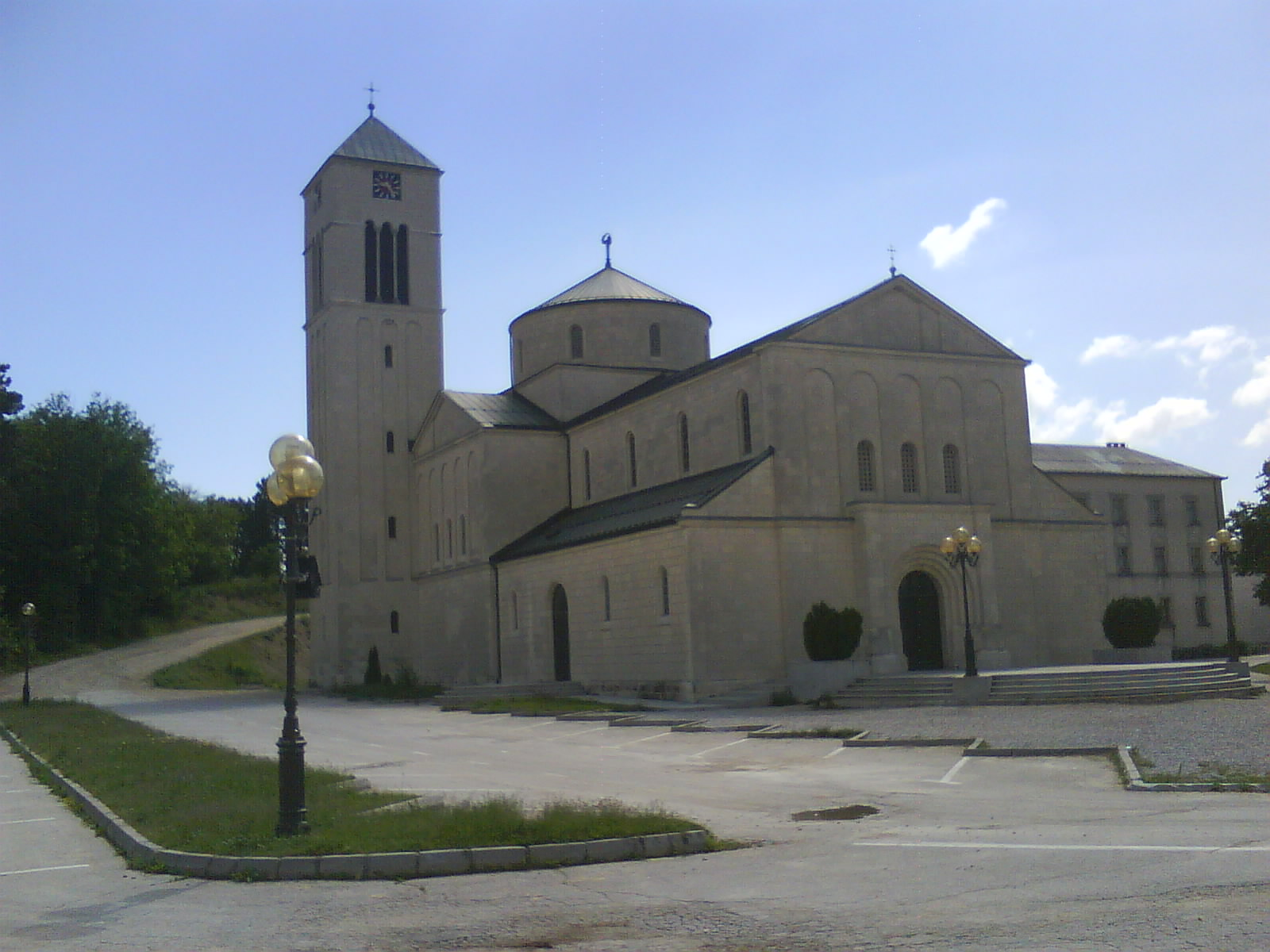
Église Saint-Nicolas de Tomislavgrad (1924)
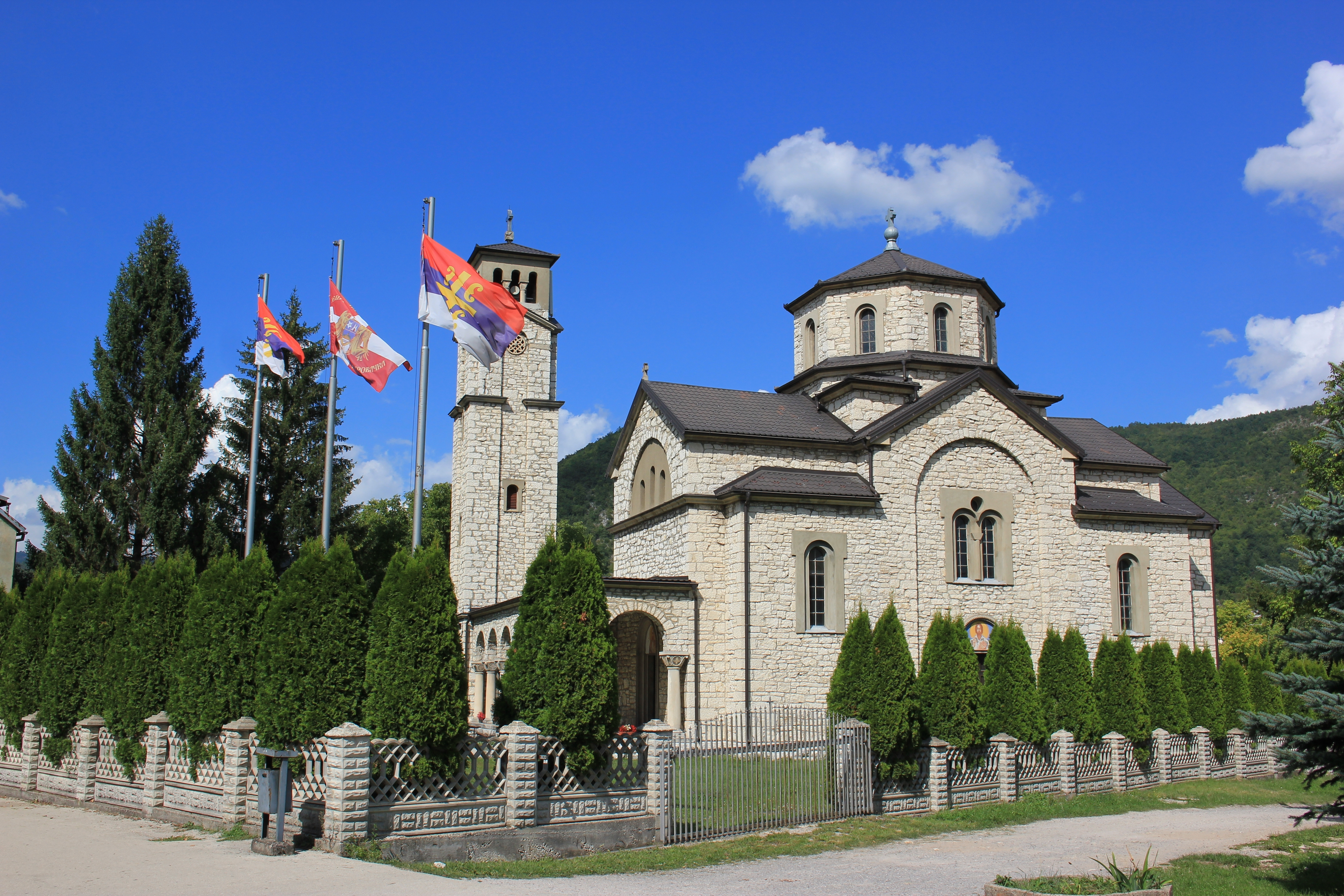
Église Saint-Sava de Drvar (1939)
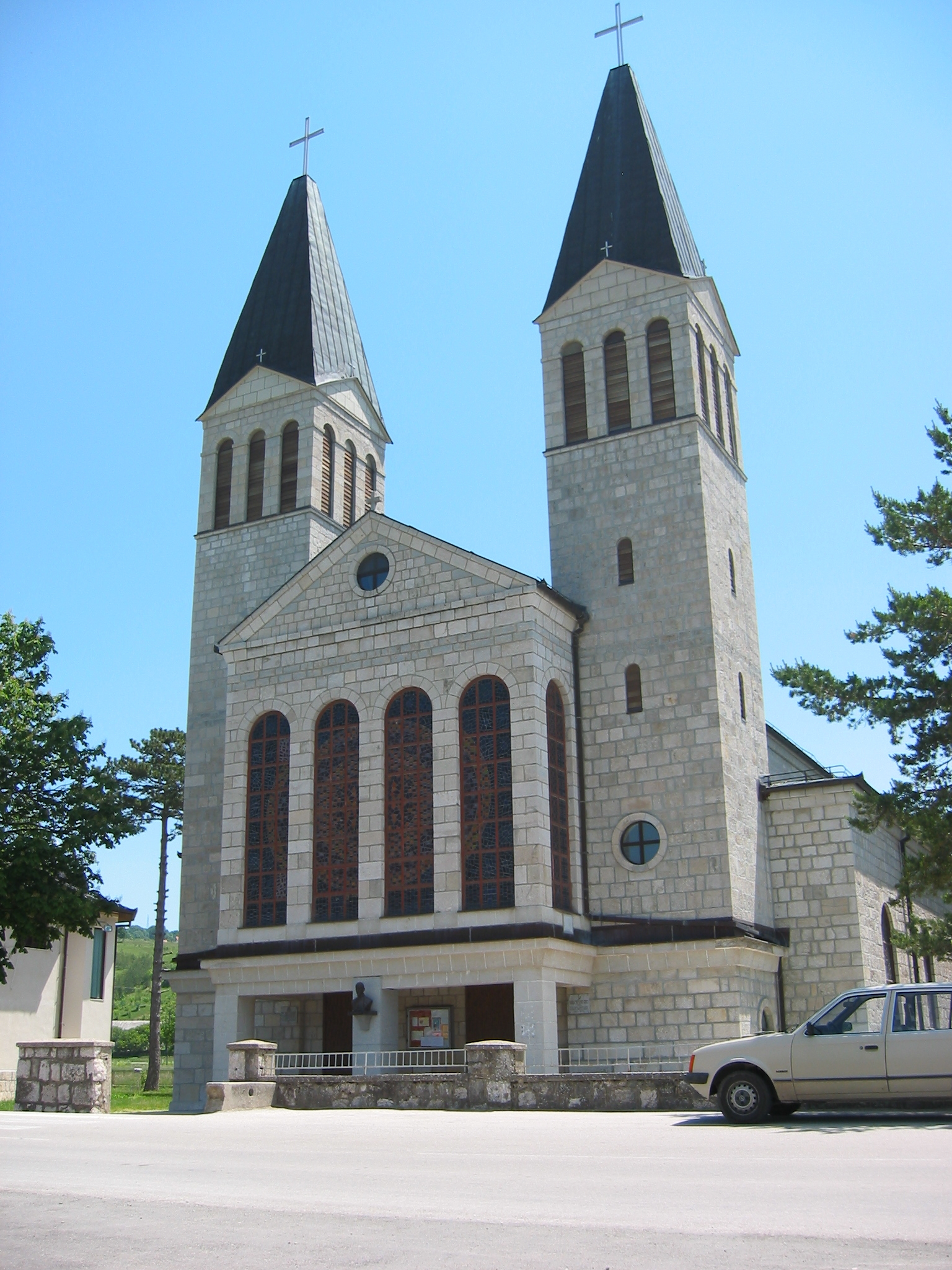
Église Saint-Jean-Baptiste de Podhum (1964)
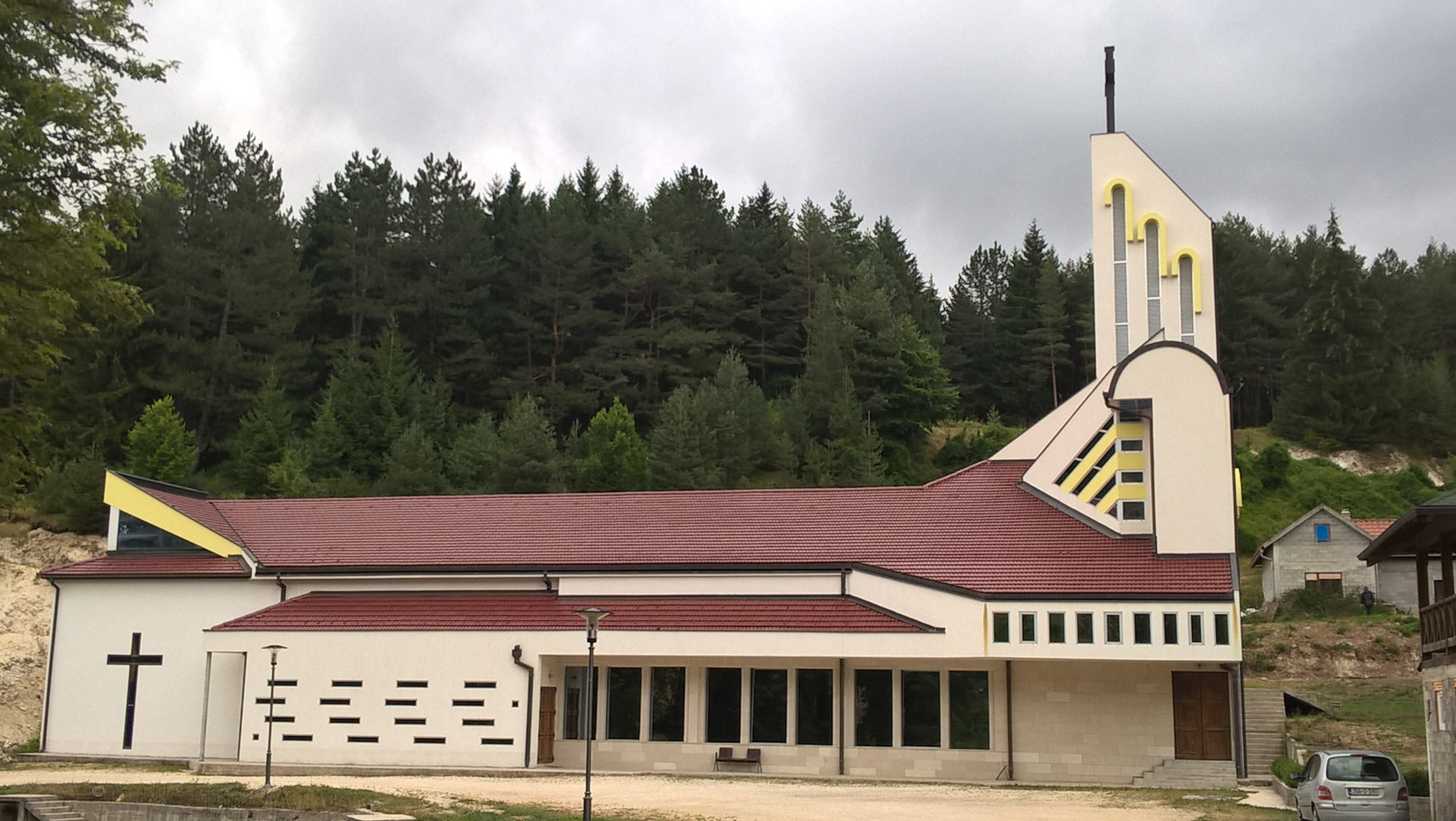
Église Saint-Élie de Glamoč (2001)
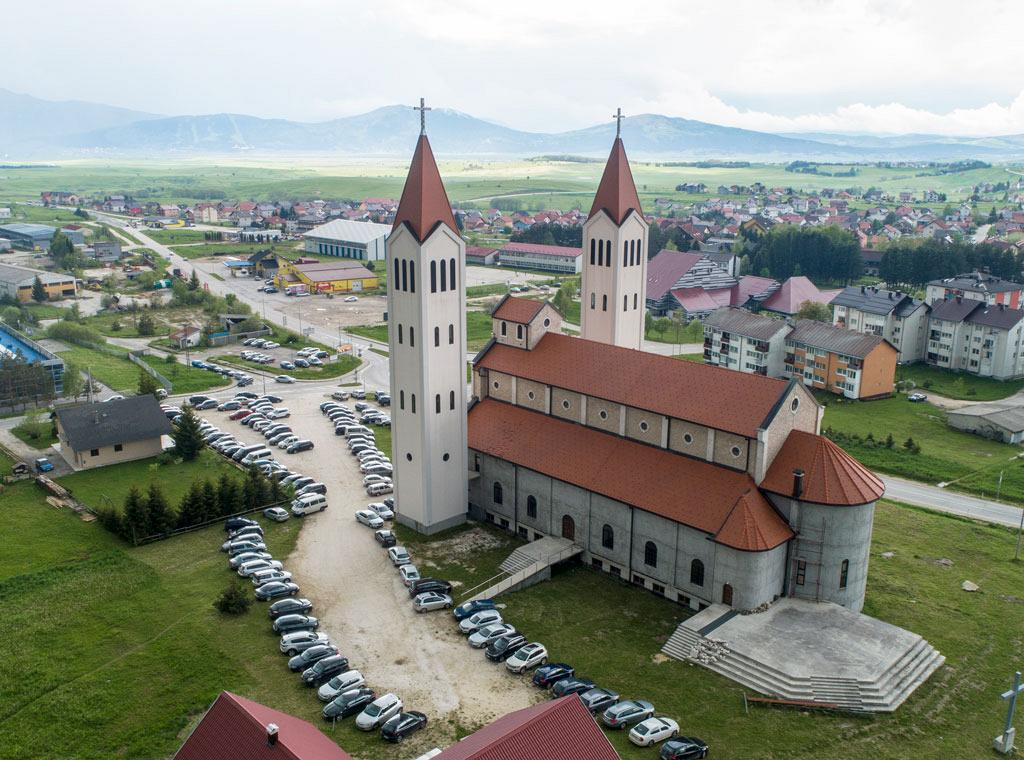
Basilique catholique de la Sainte Famille à Kupres

### Patrimoine naturel

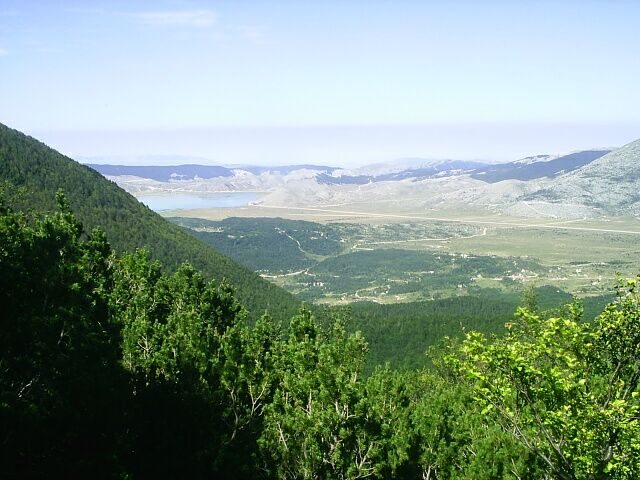
Parc naturel de Blidinje
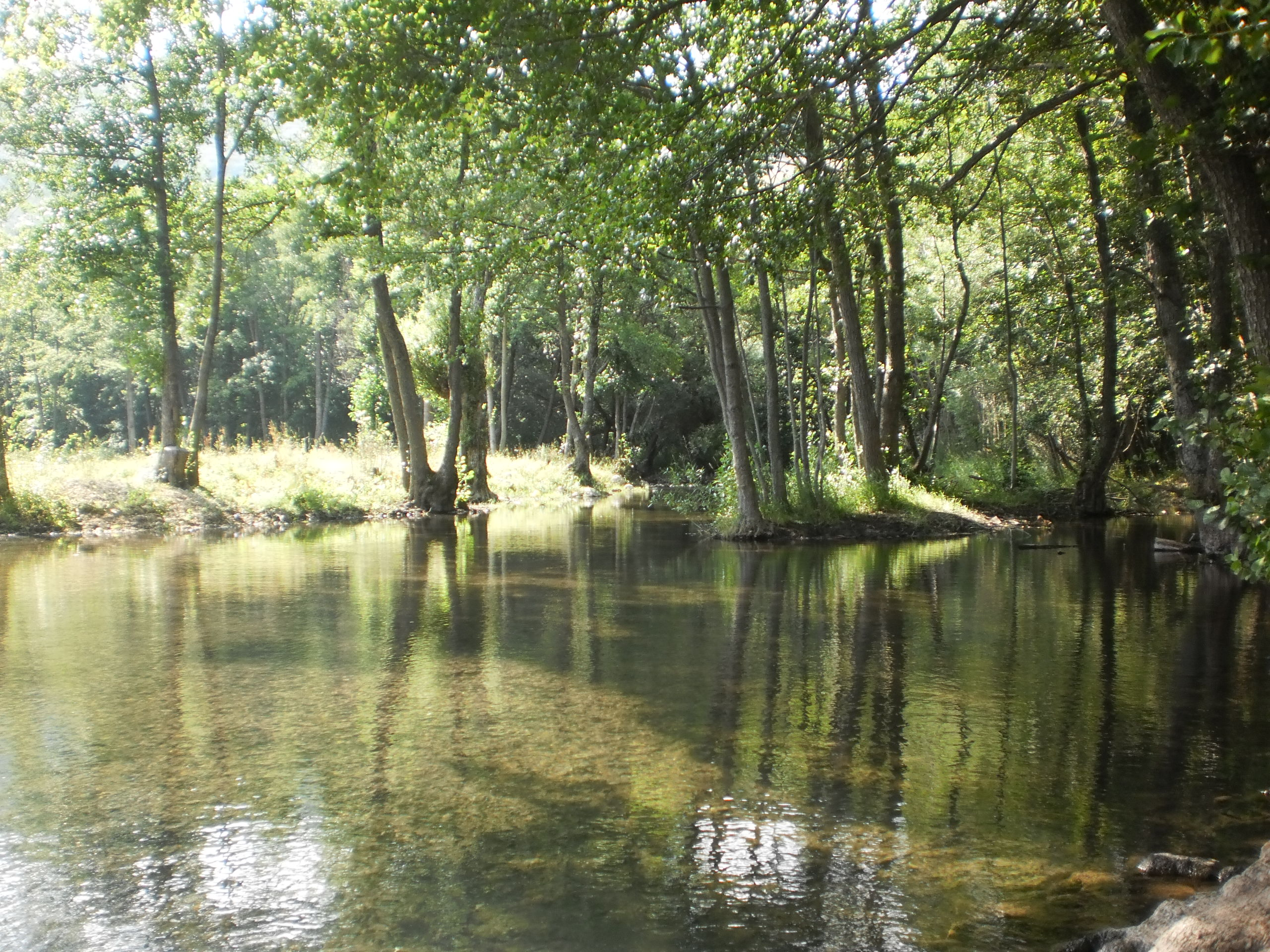
Šuica (rivière)
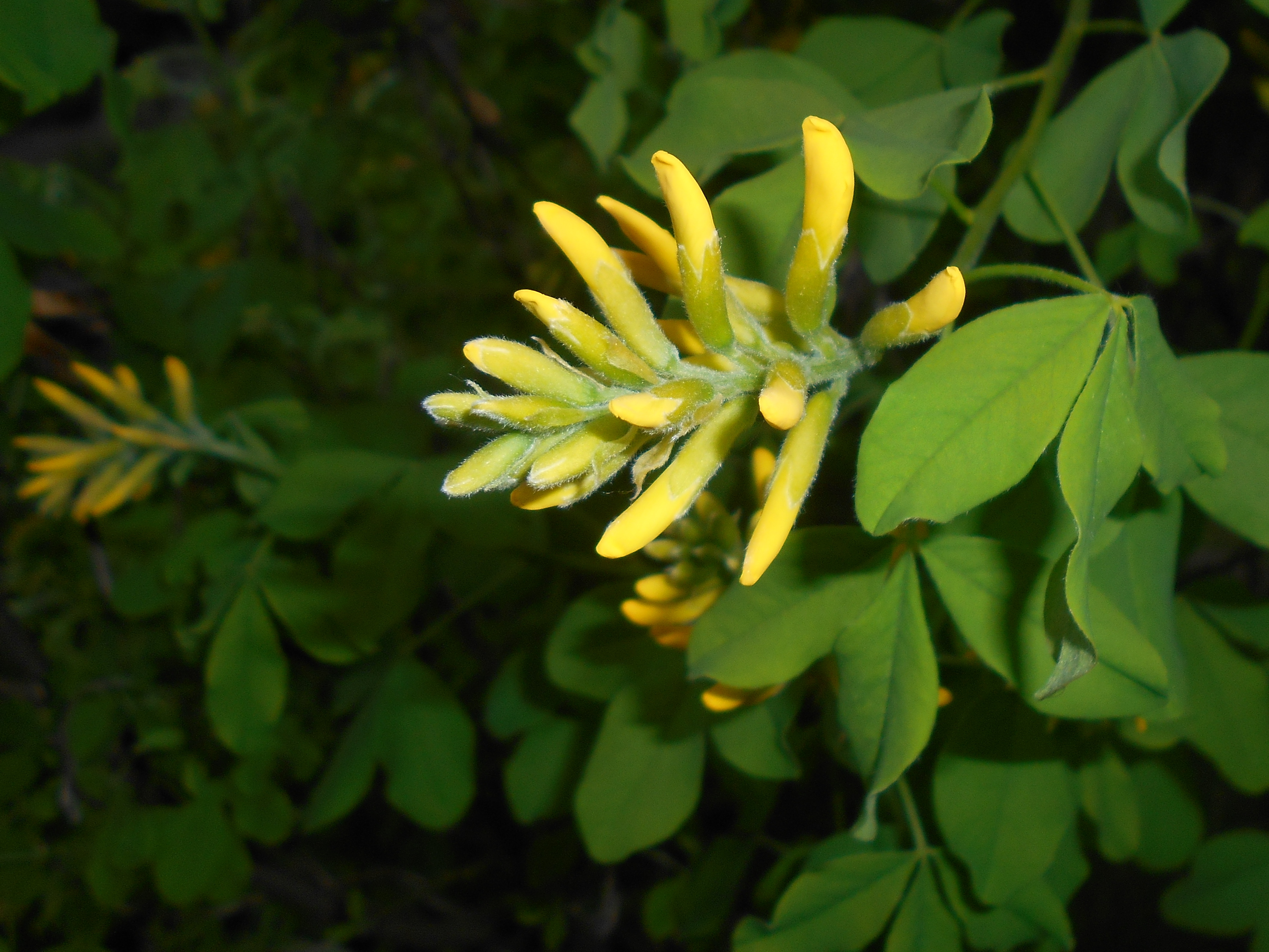
Petteria ramentacea (espèce endémique)
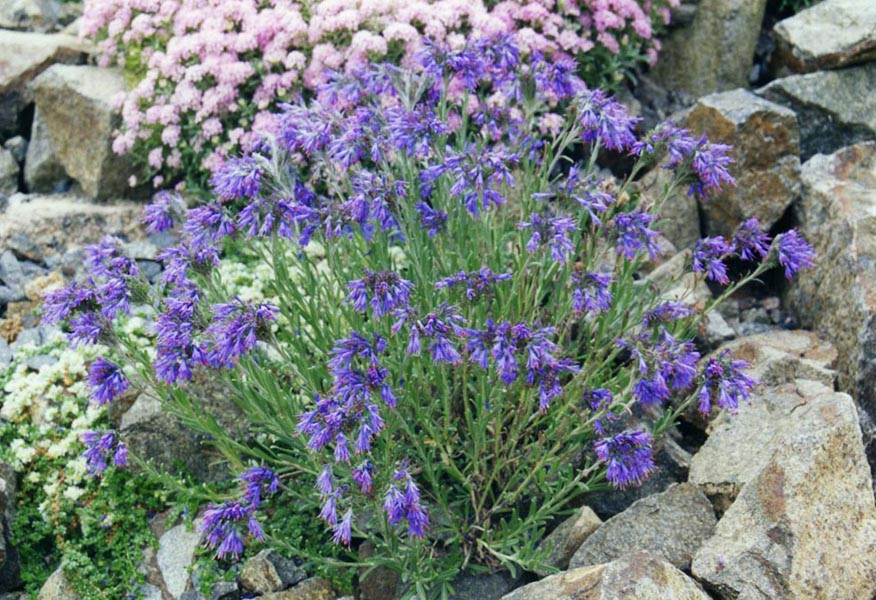
Moltkia petraea (espèce endémique)
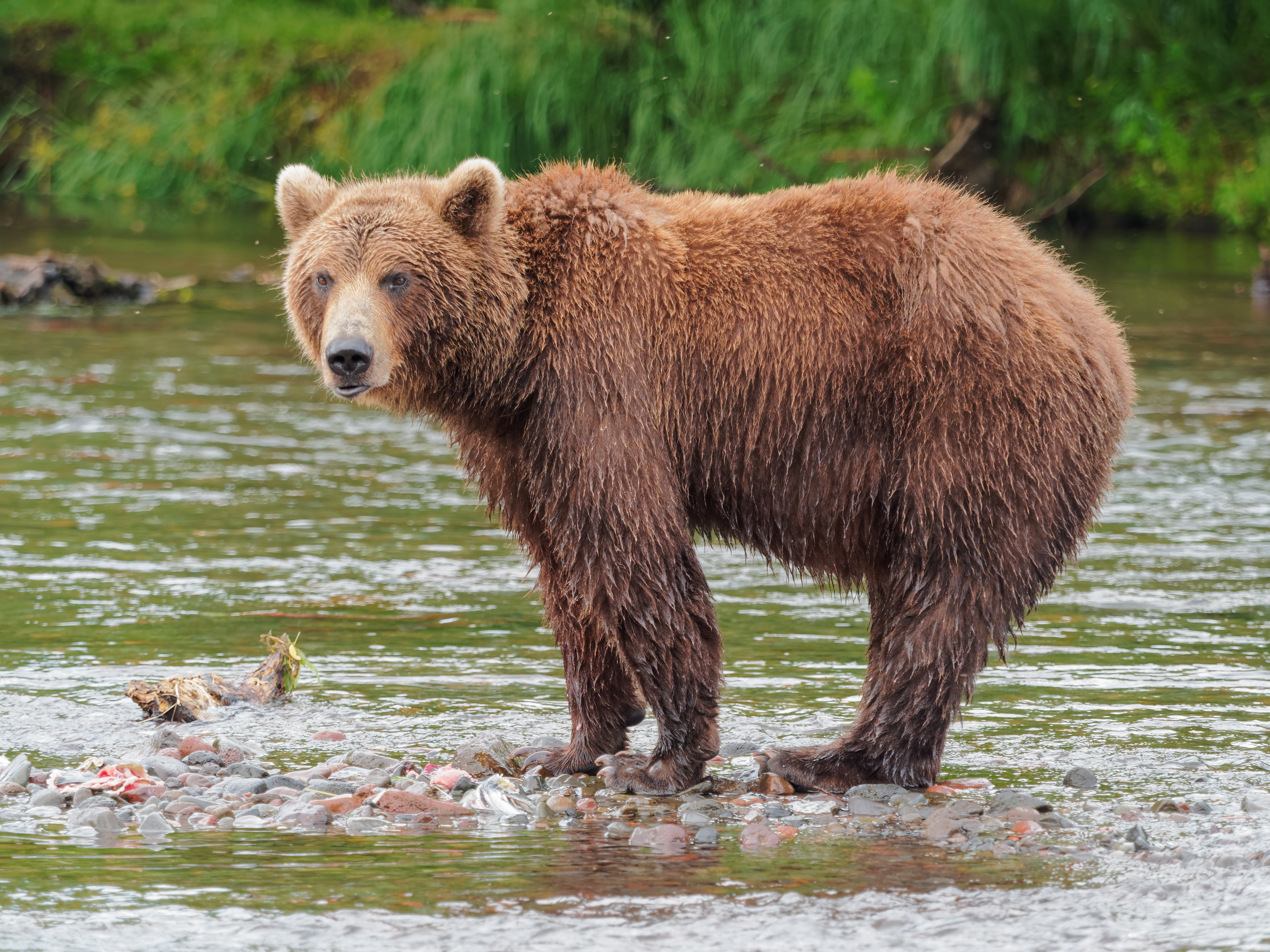
Ours brun
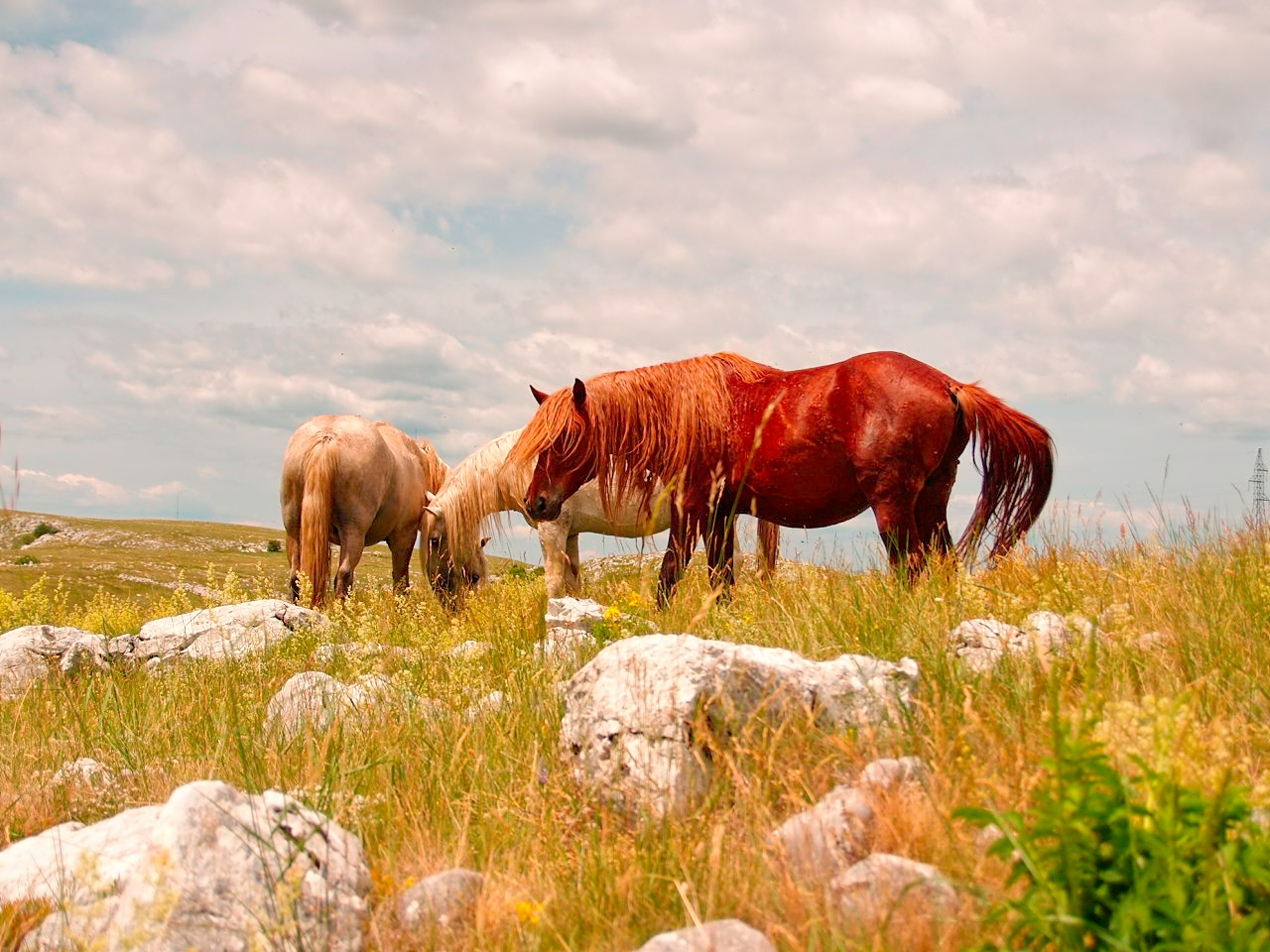
Chevaux sauvages de Livno

### Gastronomie

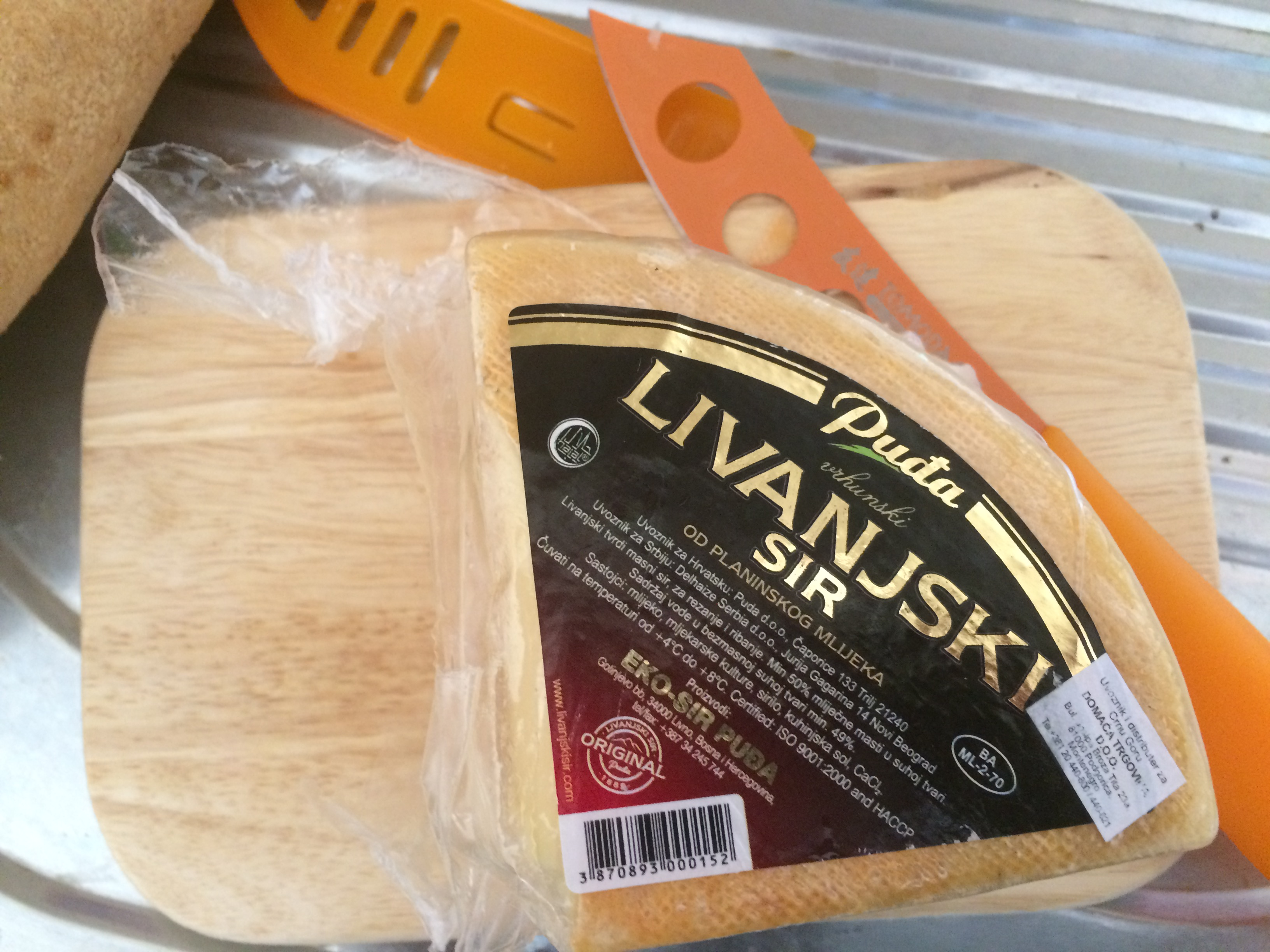
Fromage de Livno

La spécialité gastronomique du canton est le fromage de Livno, en croate Livanjski sir, fabriqué depuis XIXe siècle à partir du lait de brebis et de vache. À l'origine, la recette utilisée est la même que celle pour le Gruyère français. Le plus grand producteur de ce fromage est la Laiterie Livno qui en fabrique 400 tonnes par an, mais de nombreux petits producteurs en font aussi.